# ويل بارتا
ويل بارتا (بالإنجليزية: Will Barta)‏ هو دراج أمريكي، ولد في 6 يناير 1996 في بويسي في الولايات المتحدة.

## وصلات خارجية
- ويل بارتا على موقع الاتحاد الدولي للدراجات (الإنجليزية)
- ويل بارتا على موقع أرشيف الدراجات (الإنجليزية)
- ويل بارتا على موقع إحصائيات الدراجات الإحترافية (الإنجليزية)
- ويل بارتا على موقع نسبة الدراجات (الإنجليزية)
- ويل بارتا على موقع CycleBase (الإنجليزية)